# CWS-boco International
CWS-boco International är en leverantör av hygienprodukter för offentliga miljöer och textilservicetjänster. Företaget har 18 filialkontor i Europa, däribland Sverige, samt ett i Kina. Huvudkontoret ligger i Duisburg i Tyskland. CWS-boco International är ett helägt dotterbolag till den tyska koncernen Haniel - Franz Haniel & Cie GmbH. Koncernen består förutom CWS-boco av ytterligare tre bolag - Celesio, ELG och TAKKT. Hanielgruppen är även delägare i METRO Group. Koncernen har drygt 56 000 anställda och omsatte 29,5 miljarder euro 2007.
CWS-boco etablerade sig i Sverige 2003 genom förvärv och äger idag nio textiltvätterier, vilka även är medlemmar i branschföreningen Rikstvätt. Samtliga textiltvätterier kommer under 2009 att bli märkta med Svanen. Företagets svenska vd är Florian Podivills.